# Carhenge

Carhenge

Carhenge è una replica di Stonehenge (monumento archeologico in Inghilterra), situata vicino alla città di Alliance, Nebraska, nella regione delle Alte Pianure degli Stati Uniti. Invece di essere costruita con grandi pietre, come nel caso della Stonehenge originale, Carhenge è formata da automobili americane d'epoca, tutte coperte con vernice spray grigia. Costruita da Jim Reinders, è stata dedicata al solstizio d'estate del giugno 1987. Nel 2006, un centro visitatori è stato costruito per servire il sito.

## Struttura
Carhenge consiste di 38 automobili disposte in un cerchio di circa 96 piedi (29 m) di diametro. Alcuni sono tenuti dritti in pozzi profondi 5 piedi (1,5 m), estremità del tronco in basso, e gli archi sono stati formati saldando automobili in cima ai modelli di supporto. Il tallone di pietra è una Cadillac del 1962. Tre auto furono sepolte a Carhenge con un cartello che diceva: "Qui giacciono tre ossa di macchine straniere, che servirono al nostro scopo mentre Detroit dormiva, ora Detroit è sveglia e l'America è fantastica!".
Carhenge replica lo stato di dilapidazione attuale di Stonehenge, piuttosto che il cerchio di pietre originale eretto tra il 2500 a.C. e il 2000 a.C.
Oltre alla replica di Stonehenge, il sito di Carhenge include diverse altre opere d'arte create da automobili coperte con vari colori di vernice spray.

## Storia

The Fourd Seasons nella Car Art Reserve

Carhenge è stata concepita nel 1987 da Jim Reinders come memoriale di suo padre. Mentre viveva in Inghilterra, ha studiato la struttura di Stonehenge, che lo ha aiutato a copiare la forma, le proporzioni e le dimensioni della struttura. Altre sculture di automobili furono successivamente aggiunte alla posizione di Carhenge, che ora è conosciuta come Car Art Reserve.
Reinders ha donato il sito di 10 acri agli Amici di Carhenge. Nel 2011 gli Amici di Carhenge hanno elencato l'attrazione in vendita per 300.000$. Nel 2013 gli Amici di Carhenge hanno donato il sito ai cittadini di Alliance.
Carhenge è apparsa in film, musica popolare, programmi televisivi e pubblicità. È l'oggetto del documentario del 2005 Carhenge: Genius o Junk? e presente nel libro di viaggio del 2007 1,000 Places to See in the USA and Canada Before You Die.
Il percorso di totalità dell'eclissi solare del 21 agosto 2017 includeva Carhenge. Circa 4.000 persone, tra cui il governatore del Nebraska Pete Ricketts, hanno visto l'eclissi dal sito. Reinders ha dichiarato che al momento della creazione di Carhenge, non aveva saputo dell'eclissi che si sarebbe verificata 30 anni dopo.